# Титова, Оксана Александровна
Оксана Александровна Титова (род. 17 июля 1986, Кемерово) — российская футболистка и мини-футболистка. Мастер спорта России международного класса.

## Карьера

### Клубная
Несмотря на несогласие родителей, в 9 лет начала заниматься футболом. Первым тренером был Сергей Юрьевич Прокопьев. Занималась в командах Кемерово, затем уехала играть в Краснодар. Первым профессиональным клубом в её карьере стал кисловодский «Энергетик», с 2003 года выступала за ногинскую «Надежду». С 2007 по 2009 выступала за подмосковную «Россиянку», с которой трижды становилась серебряным призёром чемпионата России. С 2010 года выступала за футбольную команду «Кузбасс» и мини-футбольную команду Кемеровского государственного университета. В мини-футбольном клубе завоевала бронзовые награды III этапа Всероссийских студенческих соревнований по мини-футболу в рамках программы «Мини-футбол — в ВУЗы».

### В сборной
С 2003 по 2009 годы вызывалась в сборные России различных возрастов. Стала чемпионкой Европы 2005 года среди девушек не старше 19 лет (в финале была обыграна Франция), хотя в серии послематчевых 11-метровых ударов не реализовала свою попытку. Была капитаном молодёжной сборной. Участвовала в акции «Болей за наших на Евро-2009» в рамках подготовки к женскому чемпионату Европы в Финляндии. В 2009 году выступала за сборную России на Универсиаде в Белграде, где россиянки заняли пятое место.
Училась на социально-психологического факультете КемГУ. Любимой командой называет «Реал Мадрид», любимым игроком — Дэвида Бекхэма. Титова — единственная на данный момент представительница «Кузбасса», игравшая в основной женской сборной России.